# Tonio
Tonio é um filme de drama holandês de 2016 dirigido por Paula van der Oest e escrito por Hugo Heinen. Foi selecionado como representante de seu país ao Oscar de melhor filme estrangeiro em 2017.

## Elenco
- Nick Vorsselman
- Pierre Bokma
- Rifka Lodeizen
- Henri Garcin
- Stefanie van Leersum